# Louis Williquet
Louis Williquet (n. 2 iulie 1894, Liège, Valonia, Belgia – d. 4 februarie 1937) a fost un halterofil ce a reprezentat Belgia, medaliat olimpic. A participat la o ediție a Jocurilor Olimpice (1920) în care a câștigat o medalie de argint.

## Participări
Lista de mai jos prezintă principalele competiții la care a participat Louis Williquet de-a lungul carierei.
- weightlifting at the 1920 Summer Olympics – men's 67.5 kg[*]